# Soustons
Soustons är en kommun i departementet Landes i regionen Nouvelle-Aquitaine i sydvästra Frankrike. Kommunen ligger i kantonen Soustons som tillhör arrondissementet Dax. År 2022 hade Soustons 8 445 invånare.

## Befolkningsutveckling
Antalet invånare i kommunen Soustons
Referens:INSEE